# Lineacoelotes bicultratus
Lineacoelotes bicultratus là một loài nhện trong họ Agelenidae.
Loài này thuộc chi Lineacoelotes. Lineacoelotes bicultratus được Jun Chen, Zhao & Jia-Fu Wang miêu tả năm 1991.